# Ponos
Ponos (em grego Πόνος), na mitologia grega, era um daemon ou espírito que personificava o obrigado esforço, o trabalho pesado e a fatiga.
Segundo Hesíodo em sua Teogonia, era filho de Éris, a discórdia, por si mesma, enquanto que Higino afirma que teve como pai Érebo, as trevas, e como mãe Nix, a noite.